# Складні життєві обставини
Складні життєві обставини — соціальні, економічні, звичаєві, комунікаційні, вікові, медичні, родинні та інші проблеми і виклики, які людина не в змозі подолати самостійно і які спричинюють її соціальну дезадаптацію, випадання зі звичних соціальних систем.

## Законодавче визначення
Закон про соціальні послуги (Редакція від 21.02.2016) визначає їх як обставини, спричинені інвалідністю, віком, станом здоров'я, соціальним становищем, життєвими звичками і способом життя, внаслідок яких особа частково або повністю не має (не набула або втратила) здатності чи можливості самостійно піклуватися про особисте (сімейне) життя та брати участь у суспільному житті.

## Соціальна допомога в Україні
Україна, як соціальна держава, взяла на себе зобов'язання дбати про осіб, які потрапили у складні життєві обставини, допомагати їм повернутись до нормального життя шляхом надання їм соціальних послуг. Посередником у вирішенні цих питань виступає громадянське суспільство в особі громадських організацій, волонтерів, церкви та свідомих представників відповідних професій — медиків, реабілітологів, психологів, педагогів, соціальних працівників.
Зважаючи на несформованість інститутів громадянського суспільства, значну допомогу у вирішенні соціальних проблем надають міжнародні інституції і фонди Західних держав — ЮНІСЕФ, Світовий Банк, Червоний Хрест та інші.